# Kevin Warwick

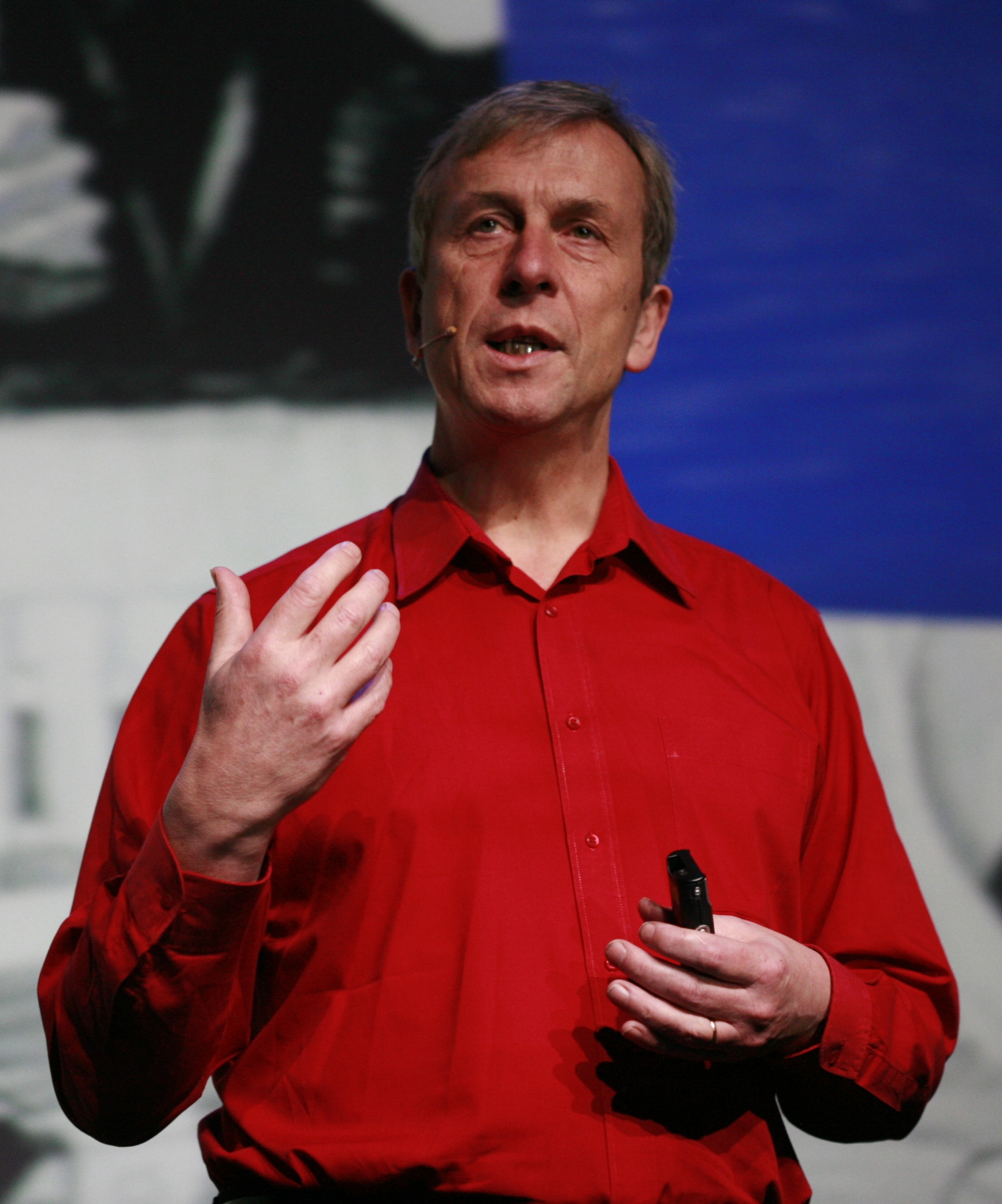
Kevin Warwick

Kevin Warwick (ur. 9 lutego 1954, Coventry) – dziekan wydziału cybernetyki uniwersytetu w Reading (Anglia), jako pierwszy wszczepił sobie pod skórę mikronadajnik, dzięki któremu był rozpoznawany przez sieć komputerową swego laboratorium. Dziennikarze niezwłocznie mianowali go „pierwszym cyborgiem”.
Kevin Warwick gościł 3 marca 2011 w Centrum Nauki Kopernik w Warszawie z okazji otwarcia galerii "Re: generacja", 14 marca 2013 wygłosił wykład podczas Studenckiego Festiwalu Informatycznego w Krakowie. 